# Connomyia pallida
Connomyia pallida là một loài ruồi trong họ Asilidae. Connomyia pallida được Ricardo miêu tả năm 1925.